# 为失恋者准备的七点早餐聚会
《为失恋者准备的七点早餐聚会》（韓語：실연당한 사람들을 위한 일곱 시 조찬모임）是计划于2025年冬天上映的韩国爱情片，改编自韩国作家白荣玉于2012年出版的同名小说，由电影《老妇人》《世纪末的爱》的导演林善爱执导，秀智、李陣郁、劉智泰与琴世祿主演，

## 剧情概要
剧情讲述诗江和志勋在因各自的缘由而聚到一起的早餐聚会中互相交换失恋纪念品，彼此分享故事和痛苦的过程中应对自己的离别和失恋。

## 演员阵容
- 秀智 饰演 尹诗江，与已婚飞行员相爱但最终选择分手的空姐。[4][5]
- 李陣郁 饰演 李志勋，陷入迷茫咨询讲师，遭到自大学时期起相爱十多年的女友单方面分手通知后，他难以理解却又无法怨恨。[4][5]
- 劉智泰 饰演 诗江的男友，客机机长。[4]
- 琴世祿 饰演 志勋的女友，教师。[4]
- 美兰
- 全惠璡
- 裴宗玉
- 李成旭
- 朴世珍
- 李家燮
- 全锡灿

## 制作
2024年5月，媒体报道秀智与李陣郁有望主演由韩国作家白荣玉的同名小说改编的电影《为失恋者准备的七点早餐聚会》，该片将是电影《老妇人》《世纪末的爱》导演林善爱执导的首部商业片。2025年1月，正式宣布秀智、李阵郁、劉智泰、琴世祿等演员参演该片，主体拍摄于2024年12月29日开始，2025年4月宣布杀青。

## 发行
该片计划于2025年冬天在韩国上映。